# Anathallis graveolens
Anathallis graveolens es una especie de orquídea epífita originaria de Brasil donde se encuentra en la mata atlántica.

## Taxonomía
Anathallis graveolens fue descrito por (Pabst) F.Barros y publicado en Bradea, Boletim do Herbarium Bradeanum 11(1): 30. 2006.
Sinonimia
- Pleurothallis graveolens Pabst basónimo
- Specklinia graveolens (Pabst) Luer	[2][4][5]